# Lindavista

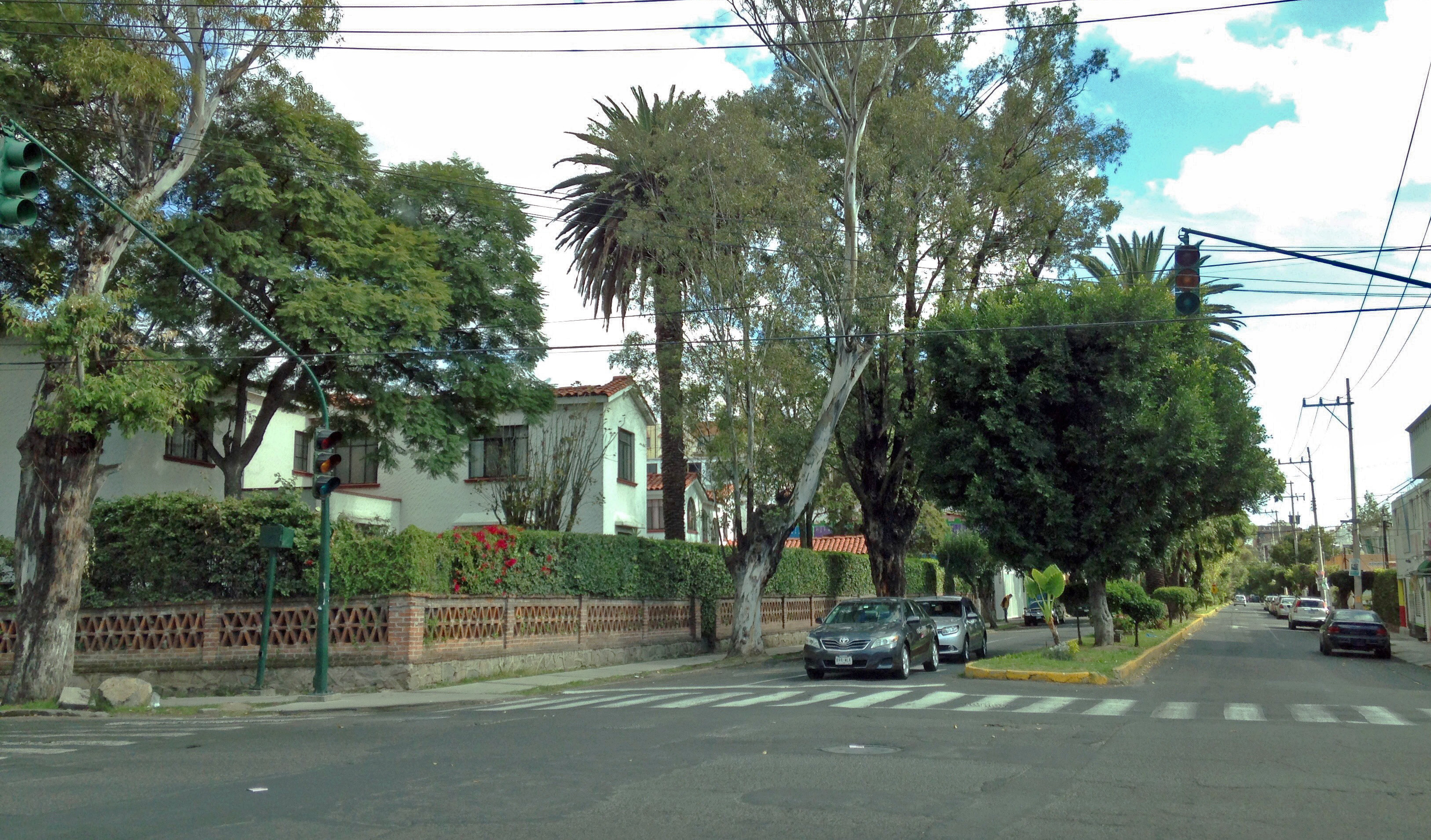
Intersections des rues Sierravista et Riobamba, des principaux voies internes au nord du quartier

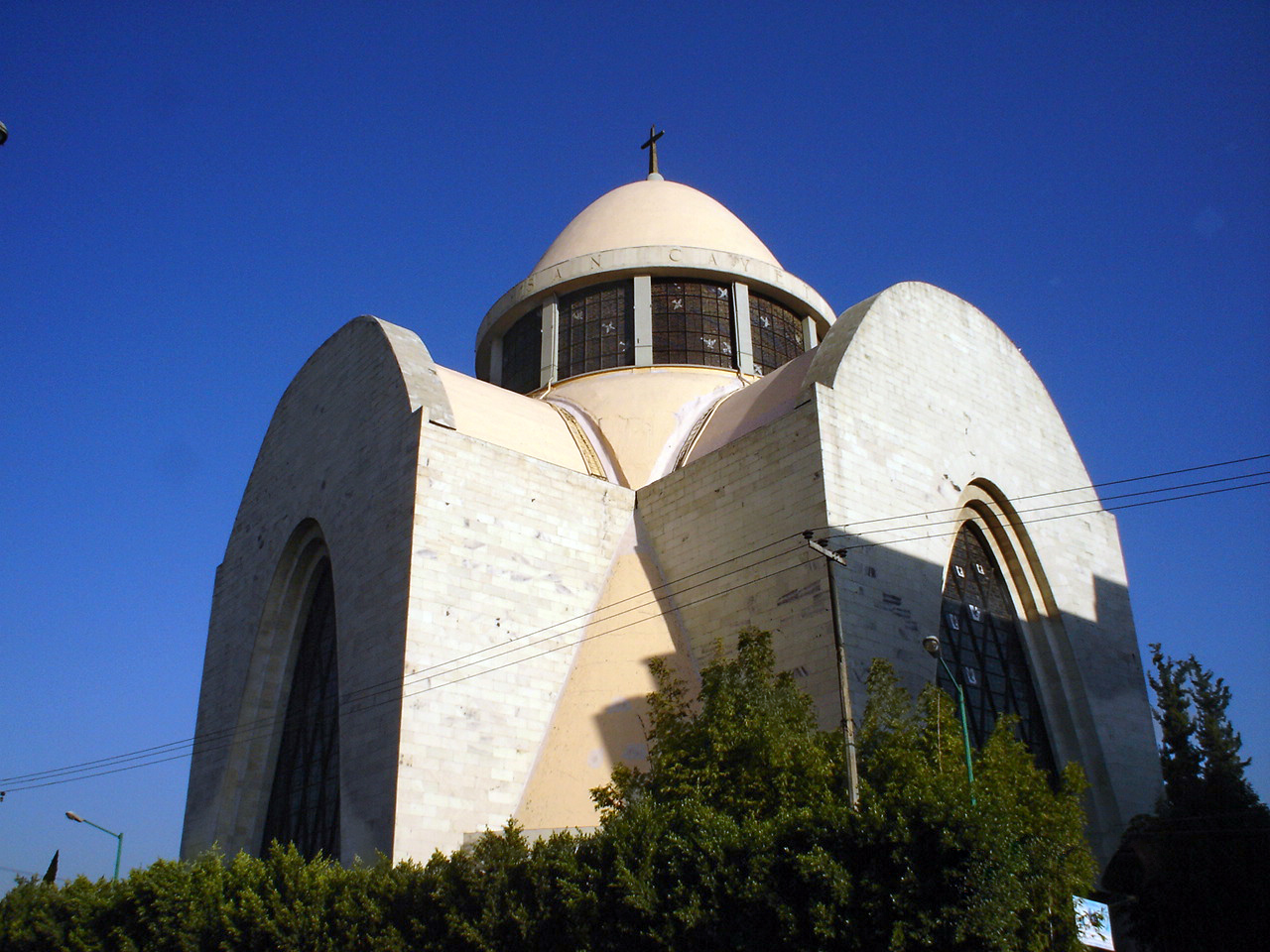
Iglesia de San Cayetano

Lindavista est un quartier au nord de Mexico, dans la démarcation territoriale  de Gustavo A. Madero. 
Elle a été fondée dans les années 1930 en raison de la croissance de la ville.
Une partie des  rues de Lindavista sont nommés d'après des villes en Amérique du Sud.